# Lars Gustafsson
Lars Gustafsson (Västerås, 17 maggio 1936 – 3 aprile 2016) è stato uno scrittore svedese.

## Biografia
Laureato in filosofia nel 1960 all'Università di Uppsala è stato redattore (dal 1962 al 1966) e direttore (fino al 1972) della rivista letteraria BLM (Bonniers Litterära Magasin). Nel 1981 si è convertito all'ebraismo. È stato professore all'University of Texas dal 1983 fino al pensionamento (2006), quando si è ritirato a Södermalm, quartiere di Stoccolma. Nel 1986 è stato fatto cavaliere dell'Ordre des Arts et des Lettres.
Nel 2003 il film A Breach in the Wall del regista Jimmy Karlsson è stato tratto dal suo racconto Yllet.

## Opere
- Vägvila, 1957
- Poeten Brumbergs sista dagar och död, 1959
- Bröderna, 1960
- Nio brev om romanen, 1961 (in collaborazione con Lars Bäckström)
- Ballongfararna, 1962
- Följeslagarna, 1962
- En förmiddag i Sverige, 1963
- The Public Dialogue in Sweden, 1964
- En resa till jordens medelpunkt och andra dikter, 1966
- Den egentliga berättelsen om herr Arenander, 1966
- Förberedelser till flykt och andra berättelser, 1967
- Bröderna Wright uppsöker Kitty Hawk, 1968
- Konsten att segla med drakar, 1969
- Utopier, 1969
- Kärleksförklaring till en sefardisk dam, 1970
- Två maktspel. Hyresgästerna eller tebjudningen som inte vill ta slut. Den nattliga hyllningen. Drama, 1970
- Hr Gustafsson själv, 1971
- Huset i Oneida. Drama, 1971
- Kommentarer, 1972
- Varma rum och kalla, 1972
- Yllet, 1973
- Den onödiga samtiden, 1973 (in collaborazione con Jan Myrdal)
- Världsdelar. Reseskildringar. Reseberättelse, 1975
- Familjefesten, 1975
- Sigismund, 1976
- Strandhugg i svensk poesi, 1976
- Tennisspelarna, 1977
- Sonetter, 1977
- Den lilla världen, 1977
- En biodlares död, 1978
- Språk och lögn, 1978
- Kinesisk höst. Reseberättelse, 1978
- Filosofier, 1979
- Kkonfrontationer, 1979
- I mikroskopet. Banaliteter och brottstycken. Följetonger, 1979
- Afrikanskt försök, 1980
- Artesiska brunnar, cartesiska drömmar, 1980
- För liberalismen, 1981
- Berättelser om lyckliga människor, 1981
- Ur bild i bild, 1982
- Världens tystnad före Bach, 1982
- Sorgemusik för frimurare, 1983
- Stunder vid ett trädgårdsbord, 1984
- Fåglarna, 1984
- Bilderna på solstadens murar, 1985
- Frihet och fruktan, 1985 (in collaborazione con Per Ahlmark)
- Bernhard Foys tredje rockad, 1988
- Fyra poeter, 1988
- Problemformuleringsprivilegiet, 1989
- Det sällsamma djuret från norr, 1989
- Förberedelser för vintersäsongen, 1990
- En kakelsättares eftermiddag, 1991
- Landskapets långsamma förändringar, 1992
- Historien med hunden, 1993
- Stenkista, 1994
- Ett Minnes palats, 1994
- De andras närvaro, 1995
- Variationer över ett tema av Silfverstolpe, 1996
- Tjänarinnan, 1996
- Vänner bland de döda. Essäer om litteratur, 1997
- Valda Skrifter I, 1998
- Valda Skrifter II, 1998
- Valda Skrifter III, 1999
- Valda Skrifter IV, 1999
- Windy berättar, 1999
- Strövtåg i hembygden, 1999
- Meditationer. En filosofisk bilderbok, 2000
- En tid i Xanadu, 2002
- Bränder. Tolkade dikter från Vergilius till Heaney, 2004
- Augenblick und Gedicht (Tübinger Poetik-Dozentur). Föreläsningar, 2005
- Herr Gustafssons familjebok. Realencyklopedi och konversationslexikon, 2006 (in collaborazione con Agneta Blomqvist)
- Den amerikanska flickans söndagar. En versberättelse. Prosadikt, 2006
- Fru Blomqvists matbok, 2008 (in collaborazione con Agneta Blomqvist)
- Om begagnandet av elden, 2010
- Århundraden och minuter. Dikter i urval av Michael Krüger, 2010
- Mot noll. Matematiska fantasier, 2011

## Opere in edizione italiana
- L'autentica storia del signor Arenander, trad. di Vincenzo Nardella, Bompiani, Milano 1972
- Dikter, trad. di Giacomo Oreglia, Italica, Roma 1980 (poesia)
- Disgelo, a cura di Gloria Rivolta, Severgnini, Cernusco sul Naviglio, 1985 (ed. limitata con una litografia originale di Ariel Soulé)
- Morte di un apicultore (1978), trad. e introduzione di Carmen Giorgetti Cima, Iperborea, Milano 1989
- Preparativi di fuga, trad. di Carmen Giorgetti Cima, introduzione di Carl-Gustaf Bjurstrom, Iperborea, Milano 1991
- Il tennis, Strindberg e l'elefante, trad. di Maria Cristina Lombardi, Guida, Napoli 1991
- Il pomeriggio di un piastrellista, trad. e introduzione di Carmen Giorgetti Cima, Iperborea, Milano 1992; Guanda, Parma 2000
- Lo strano animale del Nord, trad. di Maria Cristina Lombardi, Guida, Napoli 1994
- La vera storia del signor Arenander, trad. e introduzione di Susanna Gambino, Iperborea, Milano 1994
- Storia con cane. Dai diari di un giudice fallimentare texano, trad. e introduzione di Carmen Giorgetti Cima, Iperborea, Milano 1995 Premio Grinzane Cavour
- Poesie, a cura di Giacomo Oreglia, Passigli, Firenze 1997
- La clandestina. Un romanzo d'amore, trad. e postfazione di Carmen Giorgetti Cima, Iperborea, Milano 1999
- Windy racconta della sua vita, di quelli che sono scomparsi e di quelli che ci sono ancora, traduzione di Carmen Giorgetti Cima e postfazione di M. Cristina Guarinelli, Iperborea, Milano 2000
- Il decano. Dalle carte di Spencer C. Spencer raccolte e pubblicate a cura della dottoressa Elisabeth Ney bibliotecaria presso il Centro Ricerche Umanistiche, Università del Texas, Austin, trad. di Carmen Giorgetti Cima, postfazione di Maria Cristina Lombardi, Iperborea, Milano 2007
- postfazione a Selma Lagerlöf, La saga di Gösta Berling, trad. di Giuliana Pozzo, Iperborea, Milano 2007
- Sulla ricchezza dei mondi abitati, a cura di Maria Cristina Lombardi, Crocetti, Milano 2010 (poesia) ISBN 978-88-8306-216-2
- Le bianche braccia della signora Sorgedhal, traduzione di Carmen Giorgetti Cima, Iperborea, Milano 2012
- L'uomo sulla bicicletta blu, traduzione di Carmen Giorgetti Cima, Iperborea, Milano 2015
- La ricetta del Dottor Wasser, traduzione di Carmen Giorgetti Cima, postfazione di Alessandra Iadicicco, Iperborea, Milano 2017
- Storie di gente felice, traduzione di Carmen Giorgetti Cima, Iperborea, Milano 2020